# Debark
Debark是指人從船舶或飞机上离开的過程，也可以指货物從船舶或飞机上卸下的过程。 

## 民事領域
以前船上货物的卸貨作業基本上由装卸工（码头工人）負責。如今如果要從船上卸下集装箱，  基本上通過起重机將這些集装箱從船上卸下來。 

至於乘客和船員，人们通常通过舷梯登船和离船。 

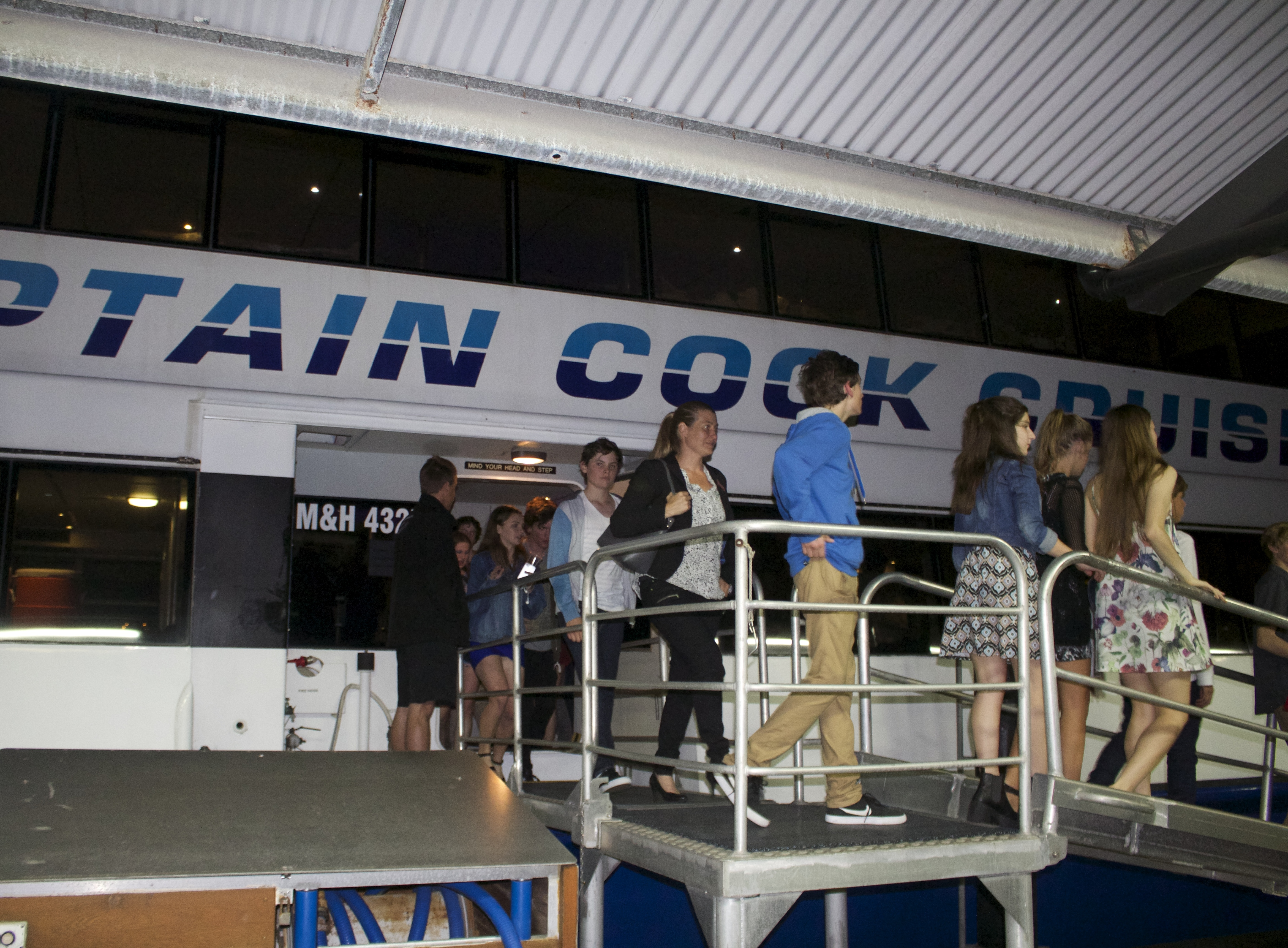
人們通过舷梯下船
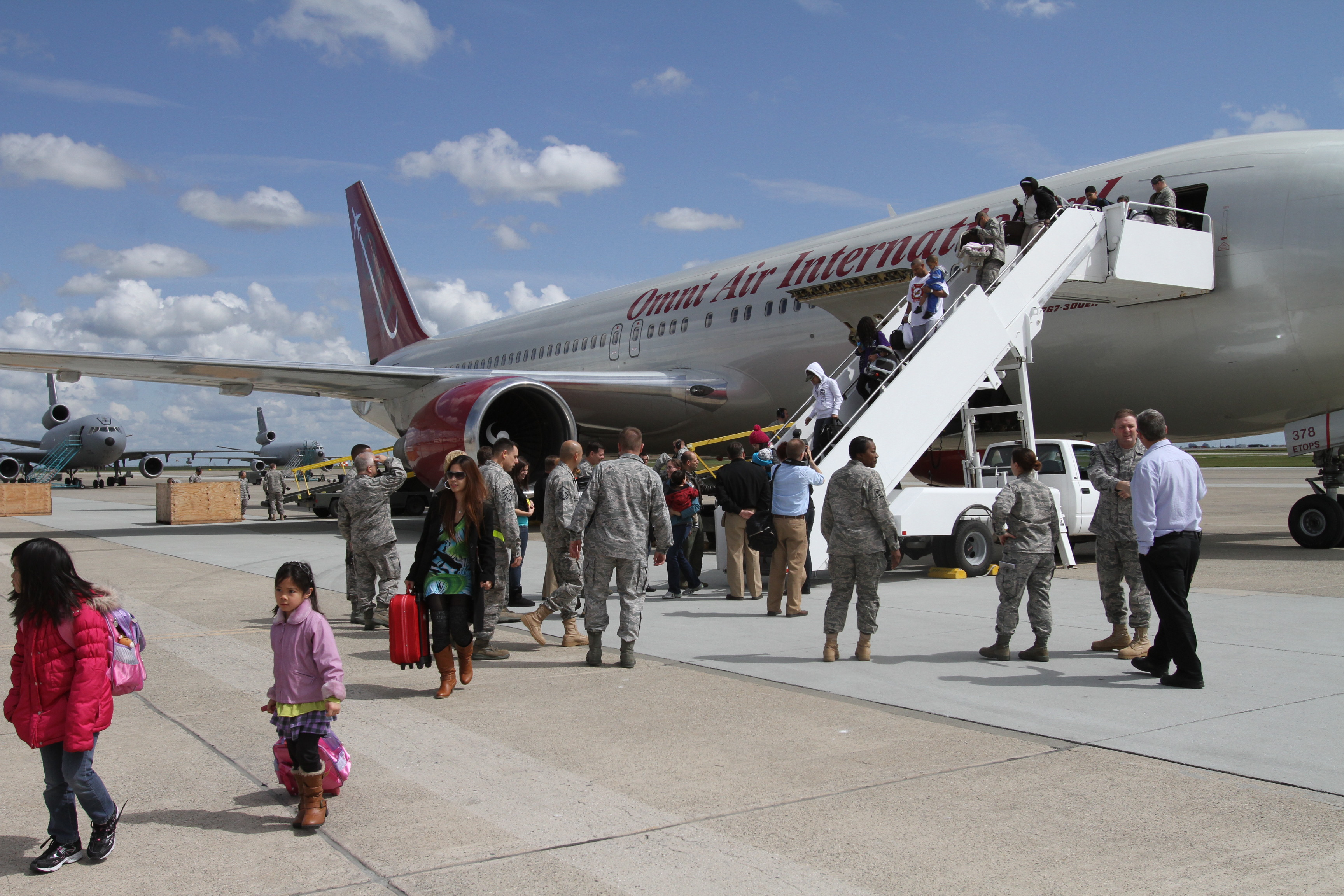
走下飞机的乘客

## 军队
在軍事領域，即使地處非战斗区域，軍人要下船或下飛機也可能不是那麼容易。   當軍人參加两栖登陸作戰時，还要在炮火紛飛的情況下下船，例如第二次世界大战期间的诺曼底登陆就是如此。在這期間登陸艇負責将部队和货物運送到岸上。